# Сой, Эдвин
Эдвин Черуйот Сой (англ. Edwin Cheruiyot Soi; род. 3 марта 1986 года) — кенийский легкоатлет, бегун на длинные дистанции, который специализируется в беге на 5000 метров  Бронзовый призёр Олимпийских игр 2008 года на дистанции 5000 метров с результатом 13.06,22.
Первые успехи в большом спорте пришли к нему в 2004 году, когда он выиграл шоссейный пробег Cursa de Bombers в Испании. С 2006 по 2008 годы становился победителем пробега Giro Media Blenio. 4-кратный победитель 10-километрового пробега BOclassic. Чемпион Африки 2010 года на дистанции 5000 метров — 13.30,46. выступал на чемпионате мира 2013 года в Москве, где занял 5-е место. Выступал на Олимпиаде 2008 года, но не смог выйти в финал.

## Достижения
- 2006:  5000 м Meeting Gaz de France –12.52,40
- 2007:  3000 м Weltklasse Zürich – 7.39,02
- 2008:  3000 м Meeting Gaz de France – 7.36,71
- 2009:  5000 м Weltklasse Zürich – 12.55,03
- 2011:  3000 м Qatar Athletic Super Grand Prix – 7.27,26
- 2011:  2 мили Prefontaine Classic – 8.14,10
- 2013:  5000 м Prefontaine Classic – 13.04,75
- 2013:  5000 м Herculis – 12.51,34